# Cyclomia scopulata
Cyclomia scopulata là một loài bướm đêm trong họ Geometridae.